# 奧切列特尼亞 (克里韋奧澤羅區)
48°4′10″N 30°16′5″E / 48.06944°N 30.26806°E
奧切列特尼亞（烏克蘭語：Очеретня）是位於烏克蘭南部尼古拉耶夫州裏五一城區的村莊，始建於1784年，面積3.08平方公里，海拔高度171米，2001年人口846，人口密度每平方公里275人。